# Ariana Jollee
Ariana Jollee (New York, 29 settembre 1982) è un'ex attrice pornografica statunitense.

## Biografia e carriera pornografica
Ariana Jollee è la figlia maggiore dell'annunciatore radio di New York Gil David. Il suo debutto nel mondo del porno avviene il 19 marzo 2003, dopo essersi fatta pubblicità sul proprio sito. L'anno successivo ha girato a Praga 65 Guy Creampie', una scena con cui ha avuto un rapporto per diverse ore con 65 ragazzi.

## Riconoscimenti
- AVN Awards
  - 2005 – Best Group Sex Scene (video) per Orgy World #7 con Venus, Staci Thorn, Zena, Louisa, Trinty, Jasmine, Melanie X e Nike[7]
- XRCO Award
  - 2005 – Superslut of the Year[8]
  - 2006 – Superslut of the Year[9]

## Filmografia

### Attrice
- 1 in the Pink 1 in the Stink 1 (2003)
- 10 Man Cum Slam 1 (2003)
- 2 Dicks in 1 Chick 4 (2003)
- 5 Guy Cream Pie 9 (2003)
- Airtight 9 (2003)
- Anal Addicts 14: Haunted House (2003)
- Anal Driller 2 (2003)
- Anal Trainer 5 (2003)
- Ass Cleavage 3 (2003)
- Ass Freaks 1 (2003)
- Ass Stretchers 3 (2003)
- Asseaters Unanimous 2 (2003)
- Assploitations 1 (2003)
- Babes in Pornland 19: Bikini Babes (2003)
- Barely 18 7 (2003)
- Barely Legal 44 (2003)
- Behind the Scenes with 20 Young Girls (2003)
- Black Angel Falls (2003)
- Blind Date (2003)
- Booty Duty 11 (2003)
- Buffy Malibu's Nasty Girls 30 (2003)
- Butt A Bang (2003)
- Butt Cream Pie 3 (2003)
- Club Carrie (2003)
- Cumstains 1 (2003)
- Deep Throat This 13 (2003)
- Dirtier Debutantes 11 (2003)
- Down the Hatch 11 (2003)
- Dripping Wet Sex 8 (2003)
- Dual Identity (2003)
- Fast Times at Deep Crack High 13 (2003)
- Flesh Fest 2 (2003)
- Gag Factor 13 (2003)
- Gangbang Auditions 10 (2003)
- Group Thing 3 (2003)
- Hi-teen Club 6 (2003)
- Hot Bods And Tail Pipe 29 (2003)
- I Know You're Watching 1 (2003)
- Initiations 13 (2003)
- Jack's Playground 4 (2003)
- Joey Silvera's New Girls 5 (2003)
- Lewd Conduct 17 (2003)
- Liquid Gold 8 (2003)
- Load In Every Hole 3 (2003)
- Maximum Thrust 2 (2003)
- Meat Pushin In The Seat Cushion 2 (2003)
- Multiple POV 1 (2003)
- Naughty Little Nymphs (2003)
- North Pole 42 (2003)
- Older Women And Younger Women 4 (2003)
- Open Up And Say Ahhh (2003)
- Operation: Anal Freedom (2003)
- Orgy Angels 1 (2003)
- Performing Ass (2003)
- POV Pervert 1 (2003)
- Pussy Off Limits (2003)
- Pussy Poppers 32 (2003)
- Pussyman's Hollywood Harlots 4 (2003)
- Rogue Adventures 23 (2003)
- Run Mary Run (2003)
- Search and Destroy 3 (2003)
- Semen Shots 1 (2003)
- Service Animals 15 (2003)
- Sodomy Sandwiches (2003)
- Spit Shined 2 (2003)
- Spread 'Em Wide 2 (2003)
- Spring Chickens 4 (2003)
- Stack Em' Deep (2003)
- Swallow My Pride 3 (2003)
- Teen Tryouts Audition 29 (2003)
- Teenland 7: 18 and Over (2003)
- Teens Never Say No! 2 (2003)
- Teens Revealed 2 (2003)
- Tongue in Cheeks (2003)
- Tough Love 1 (2003)
- Truly Nice Ass 4: Deep Cheeks (2003)
- Un-natural Sex 11 (2003)
- Wet Teens 3 (2003)
- Whores Inc. 2 (2003)
- Young Stuff 1 (2003)
- 18 -n- Fuckable (2004)
- 2 on 1 16 (2004)
- 2 on 1 18 (2004)
- 50 Guy Cream Pie 2 (2004)
- A2M 3 (2004)
- Absolute Ass 1 (2004)
- American Ass 3 (2004)
- Anal Demolition (2004)
- Anal Teen Tryouts 3 (2004)
- Analgeddon 1 (2004)
- Angels of Debauchery 2 (2004)
- Anusthesia (2004)
- Apprentass 1 (2004)
- Apprentass 2 (2004)
- Art Of Anal 1 (2004)
- Art Of Anal 3 (2004)
- Ass 4 Cash 1 (2004)
- Ass Driven 2 (2004)
- Ass Fanatics 1 (2004)
- Ass Feast 1 (2004)
- Assed Out 1 (2004)
- Assfensive 1 (2004)
- Ass-fucking Young Girls (2004)
- Assturbators 1 (2004)
- ATM Babes 2 (2004)
- Backseat Driver 20 (2004)
- Behind the Scenes of Dripping Wet Sex 2 (2004)
- Belladonna's Connasseur (2004)
- Belladonna's Fucking Girls 1 (2004)
- Big Ass She-Male Road Trip 9 (2004)
- Big Black Beast 1 (2004)
- Big Cock Seductions 11 (2004)
- Big Cock Seductions 14 (2004)
- Big Cock Seductions 15 (2004)
- Big Tease 2 (2004)
- Biggz and the Beauties 11 (2004)
- Black Up That White Ass 2 (2004)
- Blow Me Sandwich 4 (2004)
- Bottomless 1 (2004)
- Butts 2 Nuts 2 (2004)
- Chasing The Big Ones 23 (2004)
- Cherry Poppers The College Years 13 (2004)
- Clusterfuck 3 (2004)
- Cum Catchers 1 (2004)
- Cumstains 3 (2004)
- Damage Files 2 (2004)
- Dawn of the Debutantes 23 (2004)
- Deep Throat This 20 (2004)
- Dementia 2 (2004)
- Double Dip 'er 3 (2004)
- Double Parked 8: Traffic Jam (2004)
- Double Stuffed 4 (2004)
- Double Teamed 2 (2004)
- Double Vision POV (2004)
- Extreme Behavior 5 (2004)
- F to the A 1 (2004)
- Four X Four 6 (2004)
- From Her Ass to Her Mouth (2004)
- Full Anal Access 4 (2004)
- Gangbang Girl 35 (2004)
- Gangland Cream Pie 2 (2004)
- Girl Next Door 2 (2004)
- Girls Home Alone 23 (2004)
- Goo Swallowers (2004)
- Handjobs 14 (2004)
- Heidi Spice 3 (2004)
- I Got Banged 2 (2004)
- I Wanna Get Face Fucked 1 (2004)
- I'll Do Anything for You 2 (2004)
- Intensitivity 3 (2004)
- Interracial Coxxx and Soxxx 4 (2004)
- Interracial Sex Shooter 6 (2004)
- Interracial Throat Bangers 4 (2004)
- Jack's Anal Initiations 2 (2004)
- Juicy G-spots 1 (2004)
- Just My Ass Please 1 (2004)
- Krystal Method (2004)
- KSEX Games 2004 (2004)
- Midnight Prowl 1 (2004)
- Muff 1 (2004)
- Narcassist (2004)
- Naughty Tight Bottoms (2004)
- Nightmare 2 (2004)
- Novelist (2004)
- Nut Busters 4 (2004)
- Oral Consumption 6 (2004)
- Oral Hygiene 2 (2004)
- Orgy World: The Next Level 7 (2004)
- Outgunned (2004)
- Overload (2004)
- Playing with Ariana Jollee 1 (2004)
- Private Xtreme 14: Anal Love Stories (2004)
- Pushers 1 (2004)
- Riot Sluts 1 (2004)
- Room for Rent (2004)
- Rub My Muff 1 (2004)
- Screw My Husband Please 5 (2004)
- Sex Brats 2 (2004)
- Sexz In The City (2004)
- Share the Load 1 (2004)
- She Squirts 13 (2004)
- Shooters (2004)
- Sloppy 2nds (2004)
- Small Sluts Nice Butts 1 (2004)
- Sopornos 7 (2004)
- Sperm Banks 3 (2004)
- Spin The Booty (2004)
- Squirting 101 1 (2004)
- Steve Holmes' Perversions 1 (2004)
- Strip Tease Then Fuck 3 (2004)
- Suck It Up (2004)
- Suckers (2004)
- Suckers 3 (2004)
- Superwhores 3 (2004)
- Take That Deep Throat This 1 (2004)
- Throat Yogurt 1 (2004)
- Tits and Ass 7 (2004)
- Transsexual Prostitutes 26 (2004)
- Twisted 2 (2004)
- Ultimate DP Gang Bang 2 (2004)
- Violation of Gia Paloma (2004)
- Voyeur 28 (2004)
- We All Scream For Ass Cream 1 (2004)
- We Swallow 7 (2004)
- Whatever It Takes (2004)
- White Butts Drippin' Chocolate Nuts 3 (2004)
- White Sluts Black Nuts 2 (2004)
- Winkers 1 (2004)
- Wired To Cum (2004)
- Young Cheerleaders Swap N' Swallow 1 (2004)
- 2 Fast for Love (2005)
- 2 Scoops Double Dipped (2005)
- All Sex No Talk 1 (2005)
- And The Envelope Please Tawny Roberts (2005)
- Apprentass 3 (2005)
- Ariana is a Filthy Fucking Cum Artist (2005)
- Ariana Jollee Fucks The World (2005)
- Ariana Jollee's Fuck Me (2005)
- Ariana's Ass Eaters (2005)
- Ass Busters (2005)
- Ass Stretchers 4 (2005)
- Asspiration (2005)
- Bangin White Hos 1 (2005)
- Barely Legal All Stars 4 (2005)
- Be My Bitch 1 (2005)
- Beautiful / Nasty 3 (2005)
- Best Deep Throat On The Planet (2005)
- Best of Anal Teen Tryouts (2005)
- Big Toys No Boys 3 (2005)
- Black Inside Me 1 (2005)
- Blow Me 1 (2005)
- Blowjob Fantasies 21 (2005)
- Bludreams 1 (2005)
- Cameltoe Perversions 3 (2005)
- Cream Pie For The Straight Guy 2 (2005)
- Creamy Ass Pies (2005)
- Cum Buckets 2 (2005)
- Cum Buckets 3 (2005)
- Cum Drenched Tits 2 (2005)
- Cum Dumpsters 5 (2005)
- Cum in My Mouth I'll Spit It Back in Yours 3 (2005)
- Cum Swallowers 1 (2005)
- Double Shocker 1 (2005)
- Dr. Lenny's Favorite Anal Scenes (2005)
- Ethnic City (2005)
- Fits Like a Glove (2005)
- Flower's Squirt Shower 1 (2005)
- Fuck Buddies (2005)
- Garbage Pail Girls 2 (2005)
- Go Fuck Yourself (II) (2005)
- Good Girls Gone Black 1 (2005)
- Grudgefuck (2005)
- G-String Fantasies (2005)
- Hellcats 7 (2005)
- Hellcats 9 (2005)
- Here's The Thing About My Blowjobs (2005)
- High Society Whores (2005)
- Hurt So Good (2005)
- I Can't Believe I Took The Whole Thing 4 (2005)
- I Love Black Dick 1 (2005)
- Just My Ass Please 3 (2005)
- Juvenescence (2005)
- Kick Ass Chicks 21: Squirters (2005)
- Kick Ass Chicks 23: Anal Queens (2005)
- L.E.G.S. (2005)
- Latin Holes 2 (2005)
- Lauren Phoenix's Fuck Me (2005)
- Les' Be Friends (2005)
- Lights Camera Fuck (2005)
- My First Blowjob (2005)
- Nailed With Cum (2005)
- Nailed With Cum 2 (2005)
- Neo Pornographia 2 (2005)
- Nightmare 3 (2005)
- No Holes Barred (2005)
- Nuttin' Hunnies 2 (2005)
- Nuttin' Hunnies 3 (2005)
- Orally Challenged (2005)
- Orgy World: The Next Level 9 (2005)
- Outnumbered 3 (2005)
- Push in the Tush (2005)
- Real Life Whores 1 (2005)
- Rogue Adventures 26 (2005)
- Satisfaction Guaranteed: Taylor Hayes (2005)
- School Girls vs Filthy Things (2005)
- Shove It Up My Ass 2 (2005)
- Sodom 1 (2005)
- Sodom 2 (2005)
- Sore Throat (2005)
- Spending The Night With Savanna (2005)
- Spice Hotel (2005)
- Split That Booty 3 (2005)
- Spunk'd (2005)
- Spunk'd 2 (2005)
- Squirt for Me POV 1 (2005)
- Stalker (2005)
- Steal Runway (2005)
- Stone Cold 2 (2005)
- Strap Attack 2 (2005)
- Swallow My Squirt 1 (2005)
- Sweet Cheeks 6 (2005)
- Swirlies 1 (2005)
- Take That Deep Throat This 2 (2005)
- Up Your Ass 23 (2005)
- V-eight 13 (2005)
- World of Sexual Variations 2 (2005)
- Worlds Greatest Squirters (2005)
- Young Bung 1 (2005)
- Young Latin Girls 14 (2005)
- Your Ass is Mine 1 (2005)
- 18 and Fresh 2 (2006)
- Anal and DP Extravaganza 2 (2006)
- Anal Brigade (2006)
- Analholics (2006)
- Ass Fuckers 2 (2006)
- Ass Holes 3 (2006)
- Ass Jazz 4 (2006)
- Ass Takers 3 (2006)
- Assfensive 6 (2006)
- Ass-Jacked 2 (2006)
- Assploitations 6 (2006)
- Assume the Position (2006)
- Bang Bang She Male: Ariana Jollee (2006)
- Best of Dirtier Debutantes 3 (2006)
- Best of Gangland Cream Pie (2006)
- Best of Interracial Cream Pies (2006)
- Blame It on Daddy 3 (2006)
- Blowjob 2 Blowjob (2006)
- Bring Your A Game 2 (2006)
- Chocolate Creampies 2 (2006)
- College Girl Auditions 3 (2006)
- College Girls Gang Bang (2006)
- Corruption (2006)
- Crow in the Snow 2 (2006)
- Cum Buckets 6 (2006)
- Custom Blowjobs (2006)
- Doctor is in... You (2006)
- Double Teamed 1 (2006)
- Dreamgirl (2006)
- Dressed 4 Sexcess (2006)
- Dripping Creampies 2 (2006)
- Everything Anal (2006)
- Fine Bi Me Too (2006)
- Foot Job (2006)
- Fuck My Teen Ass 2 (2006)
- Gang Bang Addicts 2 (2006)
- Gangbang My Horny Wet Holes (2006)
- Girlz Sportz (2006)
- Greatest Cum Sluts Ever (2006)
- Greatest Cum Sluts Ever 2 (2006)
- Greatest Squirters Ever (2006)
- Grudge Fuck 5 (2006)
- Hellfire Sex 5 (2006)
- Her First DP 5 (2006)
- Hot Cherry Pies 3 (2006)
- Hot Squirts 2 (2006)
- House of Ass 1 (2006)
- I Like Cum 2 (2006)
- I Love Black Dick 2 (2006)
- Internal Cumbustion 9 (2006)
- It's My Party 2 (2006)
- Jam Packed Assholes (2006)
- Liquid Gold 12 (2006)
- Mayhem Explosions 5 (2006)
- McKenzie Illustrated (2006)
- Meat Holes 8 (2006)
- Mistaken Identity (2006)
- Nacho Rides Again (2006)
- Nasty Jack's Gang Bang Party (2006)
- One in the Snapper One in the Crapper (2006)
- Party Mouth (2006)
- Playing with Ariana Jollee 2 (2006)
- POV Cocksuckers 1 (2006)
- Pretty Little Cum Catchers (2006)
- Pussy Party 16 (2006)
- Rock Hard 6 (2006)
- Rogue Adventures 29 (2006)
- Sexpose' 3: Brittney Skye (2006)
- Sexy Little Teen Freaks (2006)
- Shane Diesel Is In My Ass (2006)
- She's Got It 2 (2006)
- Slut Machines 2 (2006)
- Sploshed (2006)
- Squirt in My Gape 1 (2006)
- Squirting 201 2 (2006)
- Squirting Nymphs (2006)
- Straight Anal Students 1 (2006)
- Strap-On Addicts 1 (2006)
- Suckers 10 (2006)
- Super Shots: Uncut 1 (2006)
- Talk Dirty to Me (2006)
- Teen Gush 1 (2006)
- To The Manor Porn 2: Porn With A Silver Spoon (2006)
- Two Cocks, One Pussy, All Three Pretty Juicy (2006)
- Two Timers 3 (2006)
- Ultrapussy (2006)
- Watch Me Squirt (2006)
- Whores Don't Wear Panties 3 (2006)
- Young Bung 2 (2006)
- Young Bung 3 (2006)
- Young Chicks Big Dicks (2006)
- 2 Big 2 Be True 5 (2007)
- 2 Dicks 1 Hole 2 (2007)
- 3-Way Freeway 4 (2007)
- 3-Way or No Way 3 (2007)
- 7 Sexually Shocking Scenes 4 (2007)
- Adam and Eve Select 3 (2007)
- All Tapped Out 3 (2007)
- Anal MILFS Know How To Do It Best 2 (2007)
- Anal Teen Horny Force (2007)
- Anal Ultimatimum (2007)
- Anticipation (2007)
- Ass Rammin' (2007)
- Asspocalypto (2007)
- Bang Goo (2007)
- Best of Lewd Conduct (2007)
- Black Cocks in Brunettes (2007)
- Buy A Whore Get A Slut Free (2007)
- California Orgy 3 (2007)
- Coming Out: A Bisexual Tale (2007)
- Cream Team 1 (2007)
- Creamery (2007)
- Crow in the Snow 3 (2007)
- Cum Swallowing Anal Whores 4 (2007)
- Decadent 3-Ways 1 (2007)
- Dirty Dog 4: Pedigree Chums (2007)
- Dirty Shemale Sluts 2 (2007)
- Dirty Squirty Sluts 2 (2007)
- Double Filled 2 (2007)
- Double The Dick 1 (2007)
- Exxxtreme Gang Bang (2007)
- Face Sprayers 2 (2007)
- Feed Me Your Cream (2007)
- Flirt N Squirt 2 (2007)
- Fuckin Nuts 4 (2007)
- Gang Bang Hook Up (2007)
- Hall of Fame: Nikki Dial (2007)
- Handjobs: Collectors Edition 2 (2007)
- Hustler Hardcore Vault 5 (2007)
- I Love Ariana (2007)
- I Love Cytherea (2007)
- I Want Your Cock In My Ass (2007)
- Internally Yours (2007)
- Interracial House of Pussy 6 (2007)
- Interracial Madness 3 (2007)
- Licensed to Blow 3 (2007)
- Lucky Bastard Named Rico Shades (2007)
- Luxury Lovers: Lesbian Edition (2007)
- Mason's Whore-A-Thon (2007)
- Mayhem Explosions 6 (2007)
- Me Myself and I 2 (2007)
- MILF Mayhem 3 (2007)
- MILF O Rama 3 (2007)
- MILFs In Heat 1 (II) (2007)
- Mommy Loves Em Young (2007)
- No Boyz No Toyz (2007)
- No Holes Spared 1 (2007)
- Pounding That Teen Ass 2 (2007)
- Real Life Professional Couples (2007)
- Riding Black Horse (2007)
- Sex Addicts: She Gotta Have it Here (2007)
- Sex Mania (2007)
- Sex X Three 2 (2007)
- She Male Fuck Fest 3 (2007)
- Squirt Facials (2007)
- Squirt in My Face (2007)
- Squirt Queens 1 (2007)
- Starlet Hardcore 2 (2007)
- Stuffed Sluts (2007)
- Suburban Sex Parties (2007)
- Tastes Like Cum 2 (2007)
- Three-Way Whores 7 (2007)
- Two Timers 7 (2007)
- White Water Shafting (2007)
- X Cuts: Drilled 1 (2007)
- X Cuts: Drilled 4 (2007)
- X Cuts: Tight Sexy Butts (2007)
- All American Nymphos 5 (2008)
- Anally Yours... Love, Adrianna Nicole (2008)
- Ass Fuck Alley (2008)
- Ass Masters 2 (2008)
- Ass Traffic (2008)
- AssOrama (2008)
- Award Winning 3 Way Scenes (2008)
- Back To Back (2008)
- Baseball Fever: The Pakistan Way (2008)
- Best of Tory Lane (2008)
- Big Butt All Stars: Sophia (2008)
- Big Fat Pussies (2008)
- Black GangBangers 2 (2008)
- Black in My Crack 1 (2008)
- Cock-Banged (2008)
- Cocksicle (2008)
- Coed Whores (2008)
- Craving Audrey Hollander (2008)
- Cum In Me Please (2008)
- Dirty POP 2 (2008)
- Dirty Shemale Sluts 8 (2008)
- Double Penetration 5 (2008)
- Drink My Cream Pie (2008)
- Dripping Wet (2008)
- Erotic Squirts (2008)
- Fantasyland (2008)
- Girls of Eros 19 (2008)
- Go Fuck Your Hand 1 (2008)
- Great Ass And Stocking Too (2008)
- Innocent Behavior 1 (2008)
- Intense Binds (2008)

### Regista
- Narcassist (2004)
- Ariana Jollee Fucks The World (2005)
- I Love Black Dick 1 (2005)
- No Holes Barred (2005)
- Young Bung 1 (2005)
- Assploitations 6 (2006)
- I Love Black Dick 2 (2006)
- Young Bung 2 (2006)
- Young Bung 3 (2006)
- Sweet Pussy Juice (2010)